# Samtgemeinde Neuenkirchen
Samtgemeinde Neuenkirchen is een Samtgemeinde in het Landkreis Osnabrück, in de Duitse deelstaat Nedersaksen De Samtgemeinde heeft een oppervlakte van 152,80 km en een inwoneraantal van 10.315 (31 december 2021). Het bestuur zetelt in Neuenkirchen.
Neuenkirchen bij Osnabrück heeft, mede als onderscheid tegenover andere plaatsen, die ook Neuenkirchen heten, de bijnaam Neuenkirchen im Hülsen, vertaald: Nieuwkerken in de hulst. De bijnaam is in het gemeentewapen verwerkt, door daar drie hulstbladeren in op te nemen, voor elk der deelgemeentes één. De hulst is een hier vanouds veel voorkomende plant.

## Deelnemende gemeenten
1. Merzen
2. Neuenkirchen
3. Voltlage

## Ligging en infrastructuur
Zuidelijke buurgemeentes zijn Mettingen en Recke, beide in Noordrijn-Westfalen. Oostelijke buurgemeente is Bramsche. In Bramsche bevindt zich ook het dichtstbijzijnde spoorwegstation. De streekbus van Osnabrück naar Fürstenau v.v. rijdt 1 × per uur door het dorp Neuenkirchen. Door Merzen heen loopt de  Bundesstraße 218.
Ten noordoosten van Neuenkirchen liggen de fraaie, deels beboste en toeristisch enigszins ontwikkelde heuvelruggen Ankumer Höhe en Gehn. Deze maken deel uit van een Naturpark, waar ook een deel van het Teutoburger Woud toe behoort.

## Economie
De inwoners van de Samtgemeinde leven overwegend van de landbouw en het toerisme. Ook wonen er vrij veel pendelaars, die in het ten zuidoosten van de gemeente gelegen Osnabrück een baan hebben.

## Geschiedenis
Merzen, het oudste dorp in de Samtgemeinde,  wordt als Marsunnon (moerassige laagte) in 977 voor het eerst in een document vermeld.  
Het gebied van de huidige Samtgemeinde Neuenkirchen behoorde tot aan de Napoleontische tijd tot het Prinsbisdom Osnabrück; Voltlage lag tot 1400 echter in het Graafschap Tecklenburg. Na 1815 werd het onderdeel van het Koninkrijk Hannover, van 1866-1871 Pruisisch en vanaf 1871 deel van het Duitse Keizerrijk.
Het gemeentehuis van de Samtgemeinde staat in het dorp Neuenkirchen.

## Bezienswaardigheden
De rooms-katholieke Sint-Catharinakerk te Voltlage dateert van het midden van de 18e eeuw. Het zeer bezienswaardige, barokke interieur is ten dele uit een ouder kerkgebouw, dat hier gestaan heeft, afkomstig. Hiertoe behoort o.a. een kerkorgel dat ten dele uit 1696 dateert , en een rijk gedecoreerd altaarstuk (1692-1705).

## Afbeeldingen

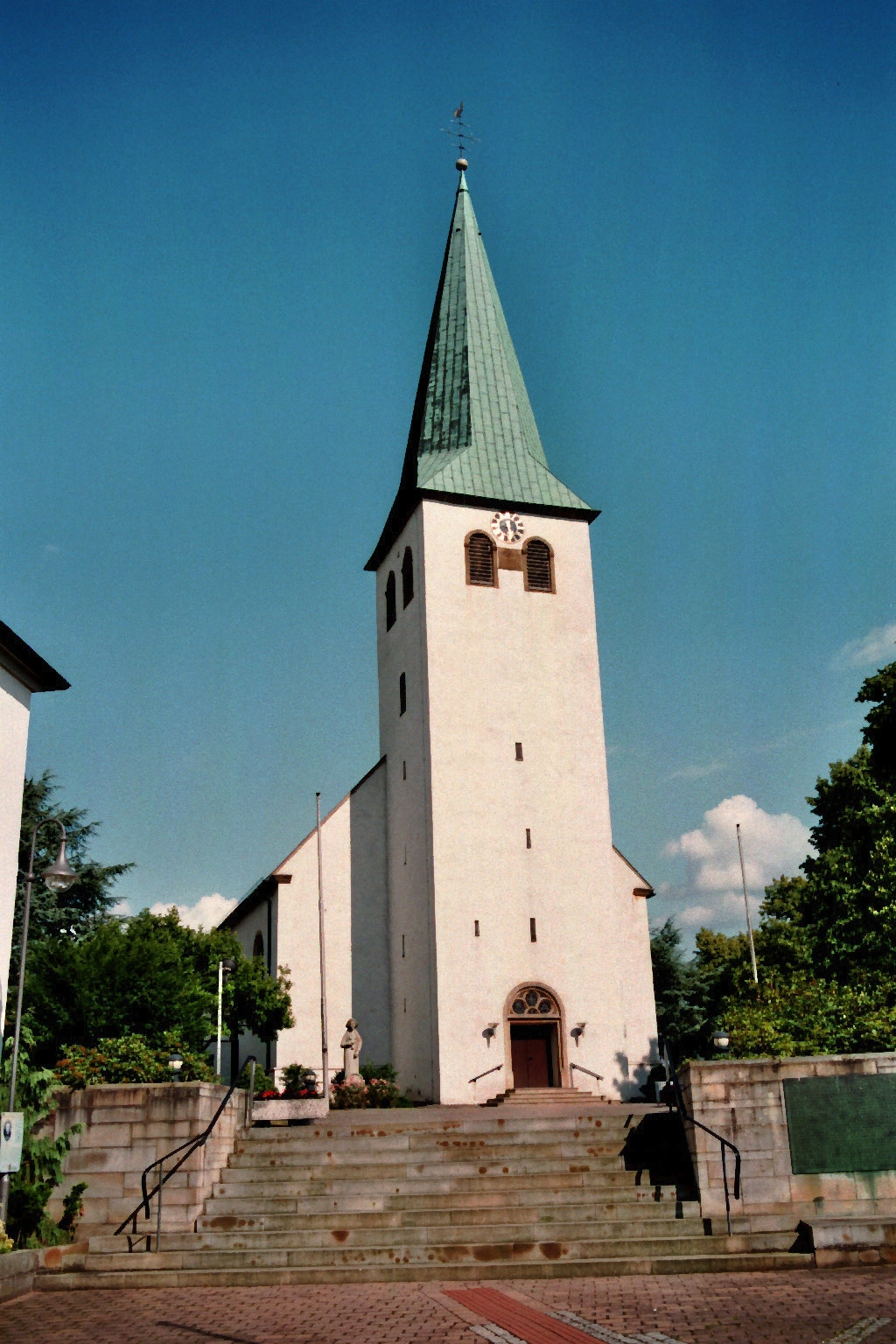
R.K. Sint-Catharinakerk, Voltlage
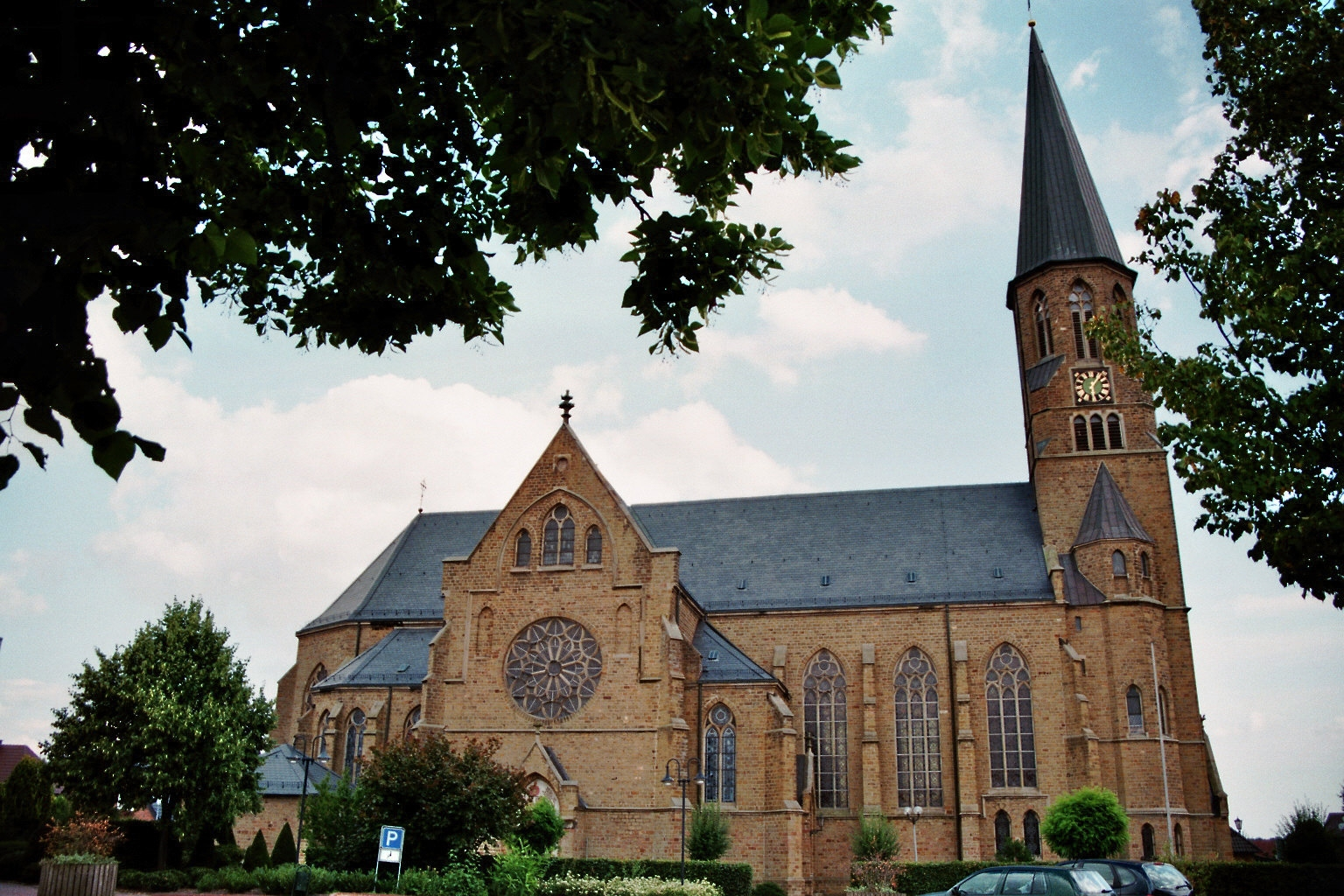
St. Laurentiuskerk (1897), Neuenkirchen
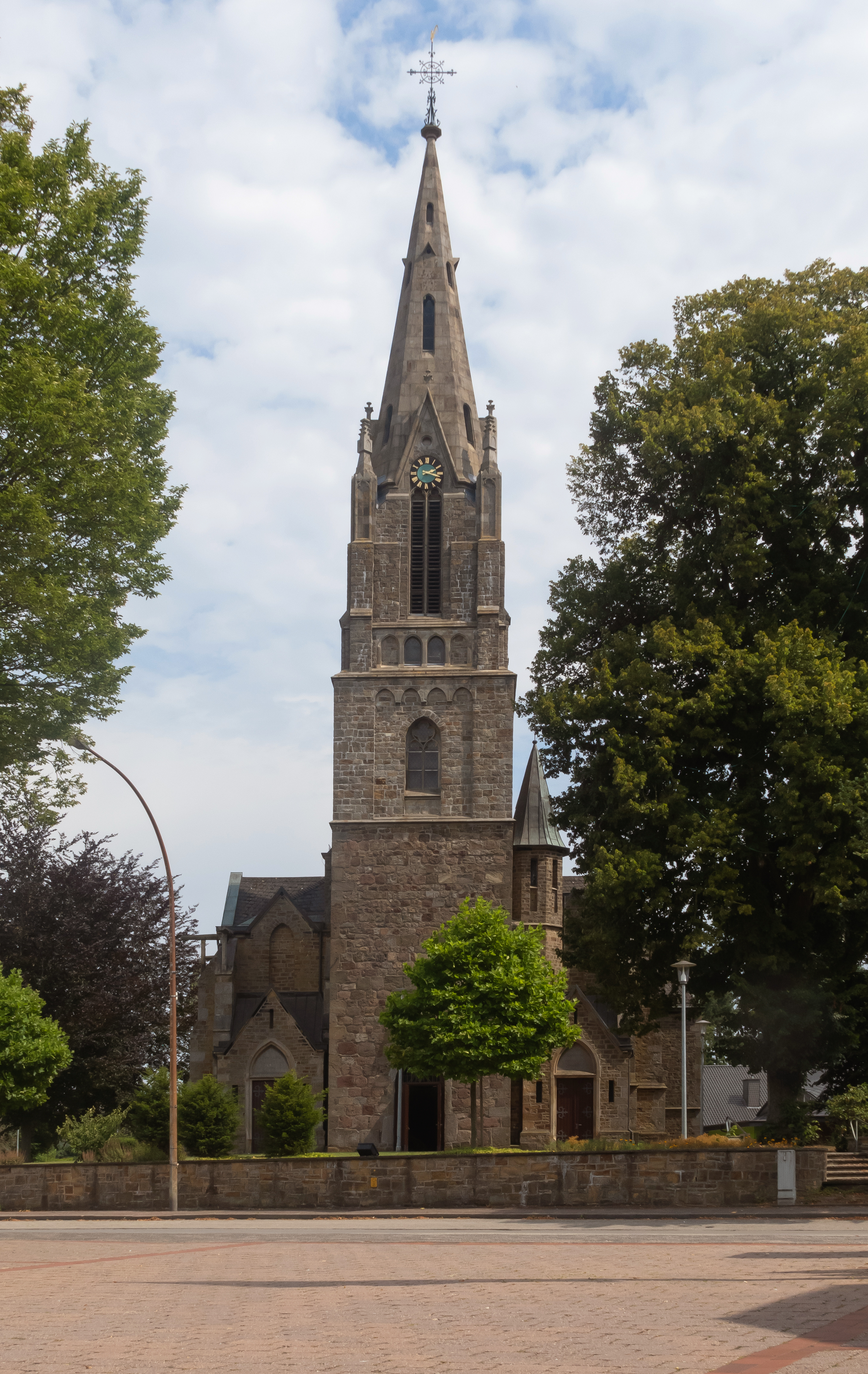
Merzen, St. Lambertuskerk (1874)
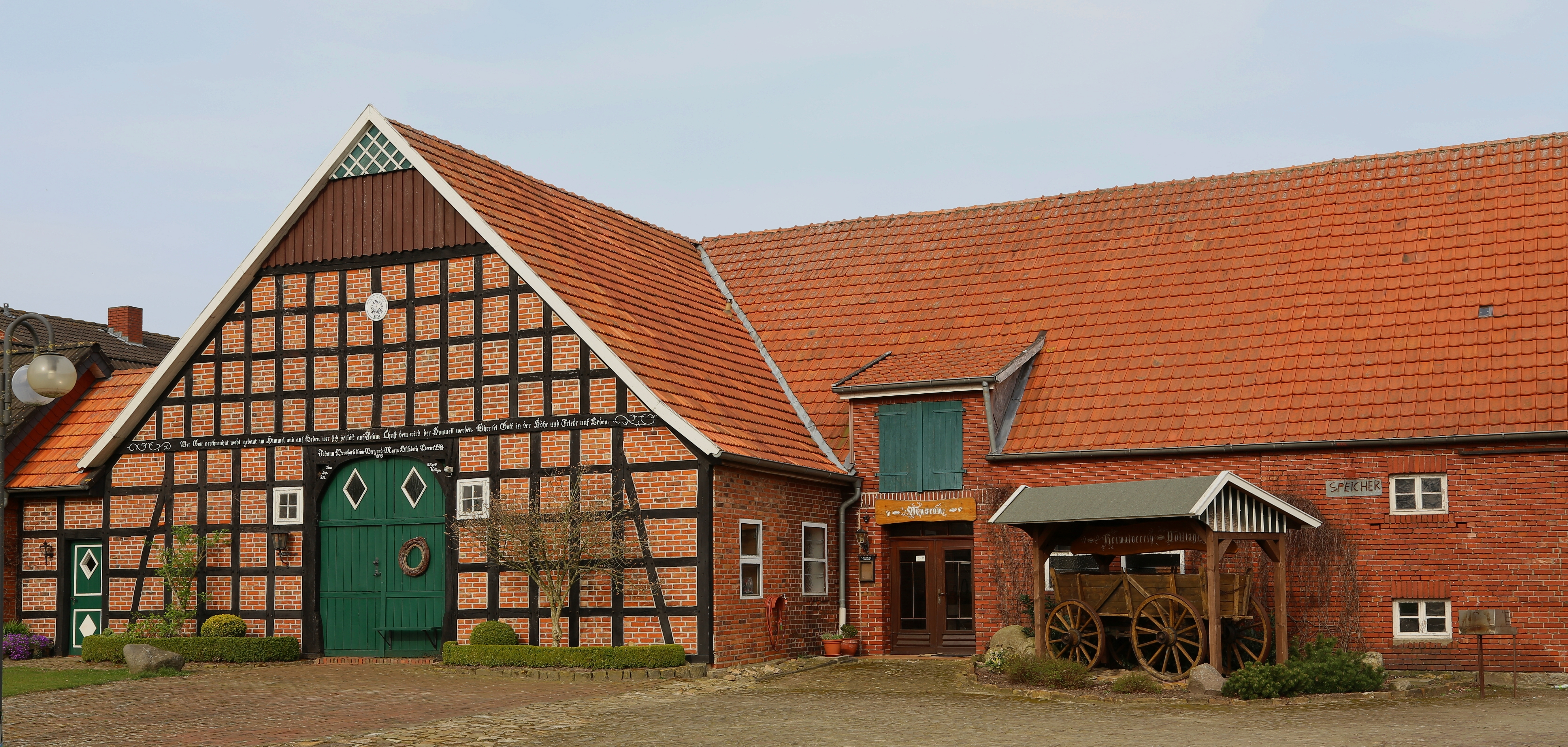
Dorpsmuseum, Höckel (gem. Voltlage)

## Demografie

Bevolkingsontwikkeling 1987-2011

## Partnergemeente
Met Jeziorany in Polen wordt een jumelage onderhouden.
Alfhausen · 
Ankum · 
Bad Essen · 
Bad Iburg · 
Bad Laer · 
Bad Rothenfelde · 
Badbergen · 
Belm · 
Berge · 
Bersenbrück · 
Bippen · 
Bissendorf · 
Bohmte · 
Bramsche · 
Dissen am Teutoburger Wald · 
Eggermühlen · 
Fürstenau · 
Gehrde · 
Georgsmarienhütte · 
Glandorf · 
Hagen am Teutoburger Wald · 
Hasbergen · 
Hilter am Teutoburger Wald · 
Kettenkamp · 
Melle · 
Menslage · 
Merzen · 
Neuenkirchen · 
Nortrup · 
Ostercappeln · 
Quakenbrück · 
Rieste · 
Voltlage · 
Wallenhorst